# Criotettix handschini
Criotettix handschini är en insektsart som beskrevs av Günther, K. 1937. Criotettix handschini ingår i släktet Criotettix och familjen torngräshoppor. Inga underarter finns listade i Catalogue of Life.